# セルゲイ・チェルニシェフ
セルゲイ・チェルニシェフ（Sergey Chernyshev、1988年5月13日 - ）は、ロシアのラグビーユニオン選手。

## プロフィール
- ロシア・モスクワ出身。
- ポジションはプロップ(PR)、フッカー(HO)[1]。
- 身長 180cm、体重 114kg
- ロシア代表キャップは14（2022年3月現在）。

## 略歴
2019年、ラグビーワールドカップ2019のロシア代表に選ばれた。